# Schwarzenburg
Schwarzenburg (hispanizado Schwarzemburgo) es una comuna suiza del cantón de Berna, situada en el distrito administrativo de Berna-Mittelland.
La comuna es el resultado de la fusión el 1 de enero de 2011 de las antiguas comunas de Albligen y Wahlern.

## Geografía
Situada en los prealpes suizos, es bañada por río Sense y el Schwarzwasser. Limita al norte con las comunas de Ueberstorf (FR), Köniz y Oberbalm, al este con Rüeggisberg, al sur con Rüschegg y Guggisberg, y al oeste con Alterswil (FR), Sankt Antoni (FR) y Heitenried (FR).

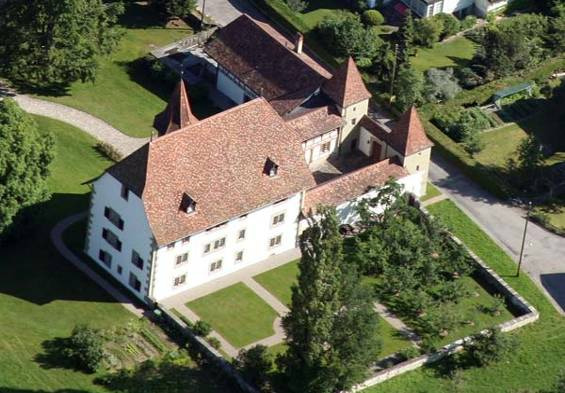
Castillo de Schwarzemburgo.